# 387 до н. е.

## Події
- 18 липня — Кельти захопили Рим і розграбували місто, під час пожежі втрачені аннали.
- Завершилась Коринфська війна, Анталкідів мир.
- Платон вирушає у подорож Південною Італією і Північною Африкою.
- Платон засновує Академію.
- Аристофан пише дві комедії — «Аеолосікон» і «Кокал».
- Діонісій I здобув місто Регій.
- Кими Еолідські підпорядковується персам.
- Хіос відновив союз з Афінами.

## Народились
- Геракліт Понтійський — давньогрецький математик.